# Svartstrupigt fliköga
Svartstrupigt fliköga (Platysteira peltata) är en fågel i familjen flikögon inom ordningen tättingar.

## Utseende och läte
Svartstrupigt fliköga är en liten svartvit fågel med en lysande röd fläck med bar hud ovan ögat. Hanen har en svart huva, honan vit strupe och svart bröstband. Lätet är omusikaliskt, en blandning av mörkare raspiga toner och ljusare mer bräkande som vanligen avges i duett mellan könen. Arten liknar purpurstrupigt fliköga, men har till skillnad från den aldrig vitt i vingen. Honan har också vit snarare än brun strupe. 

## Utbredning och systematik
Svartstrupigt fliköga delas in i tre underarter med följande utbredning:
- Platysteira peltata cryptoleuca – Somalia till östra Zimbabwe och norra Moçambique samt Mafiaön
- Platysteira peltata mentalis – Angola till södra Kongo-Kinshasa, Zambia, Uganda, Kenya och västra Tanzania
- Platysteira peltata peltata – Zambia till Malawi, Moçambique, östra Zimbabwe och östra Sydafrika

## Levnadssätt
Svartstrupig fliköga hittas i skogar och mangroveträsk. Den är generellt lokalt förekommande och ovanlig.

## Status och hot
Arten har ett stort utbredningsområde, men tros minska i antal, dock inte tillräckligt kraftigt för att den ska betraktas som hotad. Internationella naturvårdsunionen IUCN listar arten som livskraftig (LC).

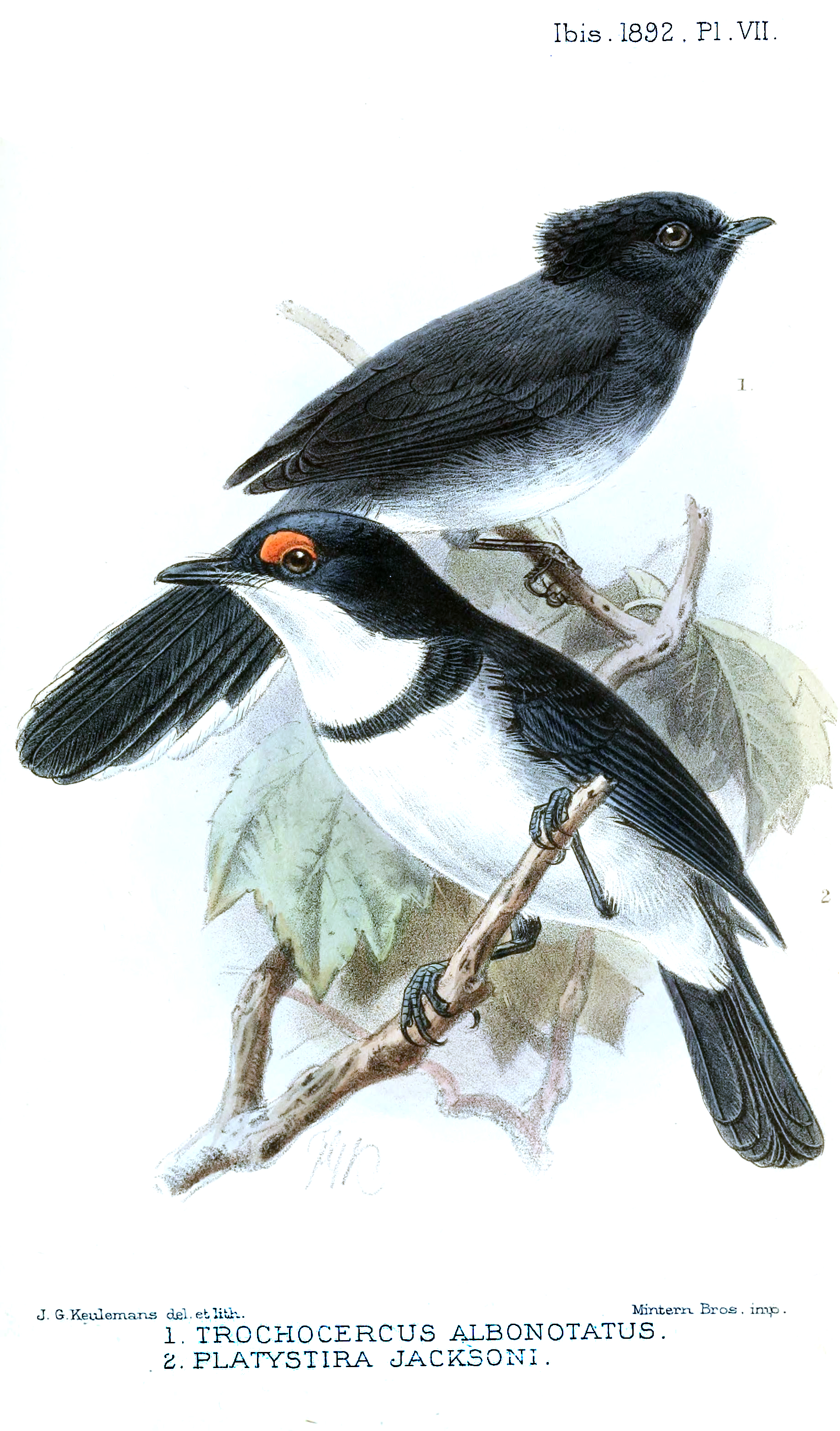